# Tiro ai Giochi della VII Olimpiade - Carabina militare in piedi 300m individuale
La competizione della carabina militare in piedi 300m individuale  di tiro a segno ai Giochi della VII Olimpiade si tenne i giorni 29 e 30 luglio 1920 a Camp de Beverloo, Leopoldsburg.

## Risultati
Distanza 300 metri. 10 colpi in piedi.
| Pos.    | Concorrente          | Nazione     | Punti | Spareggio |
| ------- | -------------------- | ----------- | ----- | --------- |
| Oro     | Carl Osburn          | Stati Uniti | 56    |           |
| Argento | Lars Jørgen Madsen   | Danimarca   | 55    |           |
| Bronzo  | Larry Nuesslein      | Stati Uniti | 54    | 56        |
| 4       | Erik Sætter-Lassen   | Danimarca   | 54    | 51        |
| 5       | Joseph Janssens      | Belgio      | 54    | 47        |
| 6       | Riccardo Ticchi      | Italia      | 54    | 44        |
| 7       | Anders Peter Nielsen | Danimarca   | 53    |           |
| 7       | Anders Petersen      | Danimarca   | 53    |           |
| 7       | Lloyd Spooner        | Stati Uniti | 53    |           |
| n/d     | Anton Dahl           | Norvegia    | 52    |           |
| n/d     | Magnus Wegelius      | Finlandia   | 51    |           |
| n/d     | Niels Larsen         | Danimarca   | 51    |           |
| n/d     | Willis Lee           | Stati Uniti | 48    |           |
| n/d     | Arthur Rothrock      | Stati Uniti | 45    |           |
| n/d     | Léon Johnson         | Francia     | n/d   |           |
| n/d     | Achille Paroche      | Francia     | n/d   |           |